# タキシードサム
タキシードサム（ラテン文字表記：Tuxedo Sam）は、日本のサンリオによるキャラクター。皇帝ペンギンをキャラクター化。1978年にキャラクター開発。
タキシードサムのキャラクターグッズは、キャラクターを立体的にかたどったデザインの「立体キャラクター」を売りとした。

## 来歴
- 1978年 - キャラクター開発[5]。
- 1980年 - 「立体キャラクター」のテスト販売を開始。
- 1982年3月 - 日本で初めてとなる、本格的な「立体キャラクター」の第1号グッズを販売。同年7月にはグッズの総数が150点近くになり、サンリオではハローキティ、リトルツインスターズ、マイメロディに次いで第4位の人気を獲得するキャラクターとなった[6]。
- 1983年12月5日 - 日本電信電話公社（当時）からタキシードサムをデザインしたテレホンカード（50度数と100度数）が発売された。サンリオキャラクターがテレホンカードにデザインされるのはこれが最初。なお、この年サンリオキャラクターで初の扇風機も発売された[7]。
- 1984年12月 - 日本電気からタキシードサムをデザインした電話機が発売された。サンリオキャラクターが電話機にデザインされるのはこれが最初。
- 1998年8月 - 久々に商品展開が行われた。
- 2020年1月 -男の子キャラクターからなるユニット「はぴだんぶい」の一人に起用され、商品展開が行なわれる[8][9]。人気が再燃しつつあり、2019年のサンリオキャラクター大賞の総合順位では10位と久々にトップ10圏内にランキングされた。2020年9月8日にはユートレジャーからタキシードサムの高額なプラチナ950製婚約・結婚指輪が発売された[10]。

## 設定
メインキャラクターのサムはデビュー当時は紳士的で貫禄があり、シリアスなキャラクターであったが、いちご新聞194号（1984年4月号）の頃から活動的な側面もある一方でのんびり屋で、ドジであわてんぼうで食いしん坊な性格に改変されている。
サム
声 - 杉山佳寿子
5月12日、南極のタキシードアイランド生まれ。イギリス留学をしたことがあり、英語が堪能。二等航海士の免許を所有している。身長、バスト、ウエスト、ヒップの全てが100 cmである。体重はヒミツ。視力は両目とも2.0。聴力は測定不能。好きな物は蝶ネクタイで365本持っている。エビのコキールやイワシのムニエルが好物。嫌いな物はバーゲン品のジーンズ。ズボンが穿けないことが悩み。スポーツが得意（自称）。趣味はテニス、ホッケー、ボートなどのスポーツ。信条は「氷の上にも3年」「七転び八起き」「いつもクールに!」。パムとタムというサムにそっくりな二人の弟がいる。
パム
サムにそっくりな弟の一人。好奇心旺盛でいつも元気いっぱいでみんなのムードメーカー。しっかり者で、好きなことは楽しいことを計画すること。浮き輪を愛用しすぎたため泳ぎが苦手。帽子をコレクションしている。
タム
サムにそっくりな弟の一人。甘えん坊でちょっぴり恥ずかしがり屋だけど、天然な言動でいつもみんなを和ませてくれる。好きなことは寝ることでパジャマをコレクションしている。
チップ
声 - 三輪勝恵
アザラシの男の子で、サムの大親友。元気で明るい性格。趣味は料理、特技は掃除、洗濯や片付け。誕生日は10月5日。
ロブスタン
サムの友達でちょっぴり怖がりけれど明るい性格のヤドカリ。年に一回同じ色であるグリーンの貝に引っ越しをしている。生まれた所はサムが行ったことのある海岸である。
カニヤン
サムの友達で明るくお調子者で落ち着かない性格のカニ。特技は自分のはさみで手紙の封を切ること。生まれた場所はロブスタンと同じ海岸。

## 映像化

### テレビ番組
アメリカ版
- Hello Kitty's Furry Tale Theater（邦題は、『サンリオ・アニメ世界名作劇場』）

1987年9月19日から12月12日までアメリカのCBS系列局で放映されたアニメーション番組。全13回・26話。作品自体は『ハローキティ』のテレビ番組であるが、タキシードサムもマイメロディと共にレギュラー出演した。全米の3大テレビネットワークで日本のキャラクターが初めてテレビ番組化された。タキシードサムの声はシーン・ロベルジュが担当した。

### オリジナルビデオ
『オリジナルストーリーアニメ』シリーズ
- 『サムとチップのハチャメチャ大レース』（『名探偵ハンギョドン』『ぽこぽんのキツネ川温泉へんしん合戦』とのカップリング）

発売日：1993年6月21日 VHS版（SAVV-5008）
- 『サムちゃんのおばけなんか怖くない』（『キティとミミィのハッピーバースデイ』とのカップリング）

発売日：1998年8月1日 VHS版（SAVV-521）

## イメージソング
「おふろパーティー」
作詞：ビーンズ豆田 作曲：大森俊之 編曲：淡海悟郎 歌：杉山佳寿子
1992年7月21日にサンリオより発売されたCDアルバム「楽しい毎日のために ぼくたちの一日ソング」の8曲目に収録。2分39秒。
「シーパラダイスは最高」
作詞：原勲夫 作曲/編曲：八幡茂 歌：戸田恵子、山本百合子、杉山佳寿子
1993年11月21日にサンリオより発売されたCDアルバム「みんなでうたおう サンリオピューロランド」の4曲目に収録。1分54秒。サムのほか、リトルツインスターズ（キキとララ）も歌っている。当楽曲はサンリオピューロランドの知恵の木ステージで上演されたライブショー「プリンセスキティのシーパラダイス」で使用された曲である。

## サンリオキャラクター大賞の順位
『いちご新聞』の読者投票企画「サンリオキャラクター大賞」では第1回の4位が歴代最高である。2013年サンリオキャラクター大賞の特別企画である「これやります宣言」で、「5位以内ならウエストを作っちゃう」と宣言していたが、 最終結果は13位であったため実現には至らなかった。2014年サンリオキャラクター大賞は16位のバッドばつ丸と7票差の僅差で敗れた。大賞を終えた際の一言は「懐かしいの一言では終わらせたくないんだ」であった。2015年のサンリオキャラクター大賞では「キャラクターパフ部門」が設けられ、タキシードサムがノミネートされた。結果は7キャラクター中、5位であった。2018年のサンリオキャラクター大賞では総合順位は13位であったが、いちご新聞に届いた票のみを集計した「いちご新聞ランキング」では9位とトップ10圏内にランクされている。2019年のサンリオキャラクター大賞は総合順位10位と久々にトップ10圏内にランクインされている。
また、いちご新聞オリジナル企画で2016年より「サブキャラコンテスト」が開催されている。
第1回（2016年）は「カニヤン」がノミネートされ、38位にランクインされた。
第2回（2017年）は「チップ」がノミネートされ、25位にランクインされた。
第3回（2018年）はノミネートなしであった。
第4回（2019年）は第1回（2016年）〜第3回（2018年）までの上位20キャラクター同士の決戦コンテストで、「タキシードサム」のサブキャラはいずれも上位20位圏外のためノミネートなしであった。
仕切り直しとなる第5回（2020年）は「タム」がノミネートされ、15位にランクインされた。
- 2025年サンリオキャラクター大賞9位。
- 2024年サンリオキャラクター大賞9位。
- 2023年サンリオキャラクター大賞9位。
- 2022年サンリオキャラクター大賞10位。
- 2021年サンリオキャラクター大賞9位（いちご新聞ランキング7位[29]）。
- 2020年サンリオキャラクター大賞10位（いちご新聞ランキング11位[30]）。
- 2019年サンリオキャラクター大賞10位（いちご新聞ランキング12位[31]）。
- 2018年サンリオキャラクター大賞13位（いちご新聞ランキング9位[32]）。
- 2017年サンリオキャラクター大賞15位（いちご新聞ランキング10位[33]）。
- 2016年サンリオキャラクター大賞19位（いちご新聞ランキング8位[34]） ／ なでる投票17位[35]。
- 2015年サンリオキャラクター大賞18位[36]（いちご新聞ランキング8位[37]）。
- 2014年サンリオキャラクター大賞17位[38][注 2]（いちご新聞ランキング12位[41]）。
- 2013年サンリオキャラクター大賞13位。
- 2012年サンリオキャラクター大賞10位[42]。
- 2011年サンリオキャラクター大賞12位[43]。
- 2010年サンリオキャラクター大賞9位[44]。
- 2003年〜2009年サンリオキャラクター大賞10位圏外。
- 2002年サンリオキャラクター大賞20位。
- 1992年〜2001年サンリオキャラクター大賞10位圏外。
- 1991年サンリオキャラクター大賞10位[2]。
- 1990年サンリオキャラクター大賞9位。
- 1987年〜1989年サンリオキャラクター大賞10位圏外。
- 1986年サンリオキャラクター大賞4位。

## 豆知識
- 『いちご新聞』でタキシードサムが初めて表紙を飾ったのは、1983年5月号（183号）である[45]。
- 1975年から1985年まで『いちご新聞』の紙面上でサンリオキャラクター大賞の前身といえる「サンリオキャラクター人気コンテスト」を開催しており、サンリオキャラクター大賞が開催される前年である1985年（最終回）はタキシードサムが1位だった[46][47]。
- エクサムが発売するキッズ向けトレーディングカードアーケードゲームであるハローキティとまほうのエプロン 〜サンリオキャラクター大集合!〜の第3弾〜レッツ!ハンバーガークッキング〜』に登場するキャラクターのひとつとしてタキシードサムが起用された[48]。
- 渋谷ヒカリエ ShinQs B1でタキシードサムカフェが期間限定（2017年7月14日〜9月27日）でオープンした[49][50]。カフェ限定グッズも併設のショップで販売された。